# Agricoltura civica

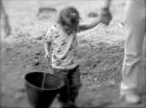
Agricoltura civica

Con il termine agricoltura civica (o civile) si fa riferimento ad un modello economico che pur mantenendo come finalità dell'attività la coltivazione di piante e l'allevamento di animali a fini alimentari, contestualmente persegue il bene comune che, secondo i principi dell'economia civile, è il risultato di tutti i livelli di benessere dei singoli individui di una collettività. Per questa ragione, l'agricoltura civica si fonda sul coinvolgimento delle comunità locali e dei cittadini, abbraccia sistemi di produzione e di commercializzazione innovativi, e rappresenta una visione della società fondata su pratiche sociali, economiche e ambientali sostenibili, sull'etica, sul senso di responsabilità, sulla reciprocità. Per tali caratteristiche gli impatti dell'agricoltura civica devono essere valutati attraverso moltiplicatori di tipo ambientale e sociale, oltre che economico.

L'agricoltura civica fa riferimento a modelli di produzione agricola di piccola/media scala fortemente integrati nel sistema locale, alle comunità di persone ed alle risorse naturali della località. Le pratiche di agricoltura civica consentono di assicurare ai cittadini, oltre al cibo, infrastrutture vitali indispensabili per la vita quotidiana, siano esse di tipo naturale (paesaggi, gestione delle risorse naturali, biodiversità) o sociale (conoscenza del mondo agricolo e rurale, identità e vitalità delle comunità, benessere delle persone, servizi socio-educativi ed assistenziali).

Le forme di agricoltura civica trovano traduzione concreta nelle pratiche di community-supported agriculture CSA (in italiano, agricoltura sostenuta dalla comunità), dei gruppi di acquisto solidale (GAS), nelle forme di agricoltura sociale praticate dalle aziende agricole e dal mondo della cooperazione sociale, nei community gardens (in italiano, giardini condivisi), nella didattica aziendale e nella produzione di servizi alla persona, nelle forme di vendita diretta, in quelle pratiche di qualità economica, ambientale e sociale, che non si esauriscono in uno scambio mercantile, bensì, mantengono al loro interno valori di relazione durevoli e continuativi.

Le pratiche di agricoltura civica coesistono con quelle proprie dell'agricoltura convenzionale ed assicurano risorse indispensabili per qualità della vita nei sistemi locali. Anche per questo la pianificazione territoriale guarda con progressivo interesse al modo in cui leggere le pratiche di agricoltura civica ed inserirle negli strumenti di piano.

Il termine “civic agriculture” venne utilizzato per la prima volta da T.A. Lyson nel 1999 durante il Meeting Annuale della Rural Sociology Society.